# Fútbol Club Provincia La Habana
Maillots
Le Fútbol Club Provincia La Habana était un club de football cubain basé à Guanajay.

## Histoire
Participant régulièrement au championnat de Cuba, le Provincia La Habana – appelé parfois simplement La Habana – y atteint sa meilleure position en 2009-10 en disputant les demi-finales (élimination aux mains du FC Ciego de Ávila 1-1 à domicile et 0-3 à l'extérieur). Malgré cette bonne performance, il finit bon dernier du championnat en 2011 et est relégué. 
Il disparaît par la suite, victime d'une réorganisation administrative qui voit l'ancienne province de La Havane être scindée en trois nouvelles entités. Ne pouvant plus représenter une province disparue, le club disparaît lui aussi.

## Anciens joueurs
- Diosvelis Guerra
- Rudy Lay Arencibia